# Здание окружного суда (Самара)
Здание окружного суда (Дом А. Ф. Светова) в Самаре находится на улице Куйбышева рядом с площадью Революции в Самарском районе города. Объект культурного наследия народов России федерального значения.

## История
Дом на Алексеевской площади Самары (ныне площадь Революции) был построен в 1857 году купцом А. Ф. Световым на месте деревянного дома мещанина А. А. Мельникова. Дом Мельникова был полностью уничтожен большим самарским пожаром 1850 года, а образовавшийся на его месте пустырь был продан А. Ф. Светову. Купец в течение следующих десяти лет он использовал этот дом для торговых целей. В 1867 году здание приглянулось самарскому губернатору Г. С. Аксакову и было определено им для Самарского окружного суда.
В апреле того же года архитектор Губернской управы Н. Ф. Теплов получил указание разработать проект реконструкции дома. В 1869 г. за неуплату налогов купец А. Ф. Светов по постановлению суда лишился прав на это здание, которое стало собственностью казны, а 25 ноября 1870 г. в нём открылся окружной суд.
Здание суда примечательно также тем, что в нём в период с января 1892 года по август 1893 г. работал В. И. Ульянов в должности помощника присяжного поверенного Хардина. В 1902—1903 годах здание прошло ещё одну реконструкцию, которая была проведена по проекту архитектора Ф. П. Засухина.
После Октябрьской революции по решению городского Совета рабочих и солдатских депутатов 2 января 1918 года самарский окружной суд был упразднён, вместо него были образованы комиссариат юстиции и революционный трибунал. Трибунал был упразднён в 1923 году, а вместо него был создан губернский суд.
После того, как в мае 1928 года губернии были переименованы в области, Самарский губернский суд стал называться Средне-Волжским областным судом, а с 27 января 1935 года — Куйбышевским областным судом. С переименованием Куйбышева обратно в Самару суд снова стал называться Самарским областным. В этом здании он работает и в настоящее время.
Одним из фасадов дом выходит на улицу Куйбышева и имеет адрес ул. Куйбышева, 60.